# Julio García Espinosa
Julio García Espinosa (L'Avana, 5 settembre 1926 – 14 aprile 2016) è stato un regista cubano.
Fu il documentarista ufficiale della rivoluzione cubana, autore del propagandistico Cuba balla (1960). Tra il 1955 e il 1998 diresse 14 film, tra cui il più significativo è Le avventure di Juan Quin Quin (1967).